# SN 2005bz
SN 2005bz – supernowa typu II-P odkryta 29 kwietnia 2005 roku w galaktyce UGC 11162. W momencie odkrycia miała maksymalną jasność 19,10m.